# Nowe Tłoki
Nowe Tłoki – wieś w Polsce położona w województwie wielkopolskim, w powiecie wolsztyńskim, w gminie Wolsztyn.
| SIMC    | Nazwa     | Rodzaj     |
| ------- | --------- | ---------- |
| 0916495 | Młyńsko   | część wsi  |
| 0916503 | Nowy Młyn | przysiółek |

Wieś (Tłockie Olendry) powstała w obszarze leśnym na mocy przywileju z 15 lipca 1751 roku jako osada olęderska.
W okresie Wielkiego Księstwa Poznańskiego (1815-1848) miejscowość wzmiankowana jako Tłoki Olendry należała do wsi większych w ówczesnym powiecie babimojskim rejencji poznańskiej. Tłoki Olendry należały do rakoniewickiego okręgu policyjnego tego powiatu i stanowiły część majątku Tłoki, który należał wówczas do A. Gajewskiego. Według spisu urzędowego z 1837 roku Tłoki Olendry liczyły 127 mieszkańców, którzy zamieszkiwali 21 dymów (domostw).
W latach 1975–1998 miejscowość administracyjnie należała do województwa zielonogórskiego.